# Kateryna Pilyashenko
Kateryna Pilyashenko, née le 19 octobre 1980 à Kiev (Ukraine) est une joueuse de basket-ball franco-ukrainienne de 1,93 m évoluant au poste de pivot.
Elle fait ses débuts au basket au Dynamo de Kiev, dans la foulée de sa sœur aînée Evgeniya, où elle reste jusqu'à ses 20 ans. Elle rejoint le club de Montpellier en 2001 pour deux saisons. Elle passe ensuite trois saisons à Challes-les-Eaux, elle joue à Armentières depuis 2006. Sa longue présence en France lui a permis d'être naturalisée en 2010.

## Parcours
- 1995-2001 :  Dynamo de Kiev
- 2001-2003 :  Basket Lattes Montpellier Agglomération
- 2003-2003 :  Tulikivi Dames Basket, Deerlijk
- 2003-2006 :  Challes-les-Eaux Basket
- 2006-2011 :  SO Armentières
- 2011-2012 :  Roche Vendée
- 2012-2013 :  Tigers Basket-ball, Astana

## Palmarès

### Club
- Dynamo de Kiev, Championne d’Ukraine en 1995 et 1996
- Adidas Streetball Challenge 1998 à Paris, Vice-Championne du monde avec l’équipe d’Ukraine
- Tulikivi Dames Basket, Deerlijk (Belgique), Vice-Championne de Belgique
- Challes-les-Eaux Basket , Championne de France L2 en 2005
- SO Armentières,Championne de France L2 en 2009
- Tigers Basket-ball, Astana (Kazakhstan), Vice-Championne du Kazakhstan